# Mstislav Leopol'dovič Rostropovič
Mstislav Leopol'dovič Rostropovič, (pron. rəstrɐˈpɔvʲɪtɕ) in russo Мстисла́в Леопо́льдович Ростропо́вич, talvolta traslitterato come Mstislav Leopoldovich Rostropovich (Baku, 27 marzo 1927 – Mosca, 27 aprile 2007), è stato un violoncellista e direttore d'orchestra russo naturalizzato statunitense.
Nacque in Azerbaigian (allora parte dell'Unione Sovietica) ma si trasferì negli Stati Uniti, in dissenso con il regime sovietico. Chiamato affettuosamente Slava (che in russo significa Gloria), venne considerato il più grande violoncellista del suo tempo; si perfezionò alla scuola di Pablo Casals e venne da tutti accettato come suo degno successore.
Dal 1943 al 1948 studiò al Conservatorio di Mosca, dove divenne professore di violoncello nel 1956. Lo strumento che suonava era lo Stradivari Duport del 1711, considerato uno dei migliori strumenti esistenti al mondo.

## Biografia

### I primi anni
Rostropovič nacque in una famiglia di musicisti ed all'età di quattro anni iniziò lo studio del pianoforte con la madre che era una pianista. A dieci anni iniziò a studiare il violoncello con il padre che era un violoncellista alla Scuola Centrale di Mosca.

### I primi concerti

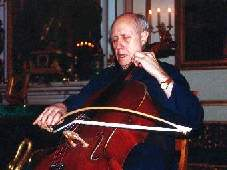
Rostropóvich con BACH.Bogen nel 1999

Rostropovič diede il suo primo concerto nel 1942 all'età di 15 anni. A sedici anni entrò al Conservatorio di Mosca dove studiò, oltre che pianoforte e violoncello, anche composizione e direzione d'orchestra. Fra i suoi insegnanti ebbe Dmitrij Šostakovič, Sergej Prokof'ev, Vissarion Šebalin. Vinse il Concorso musicale di Praga e Budapest nel 1947, 1949 e 1950. Nel 1950 gli fu conferito il Premio Stalin, la massima onorificenza dell'Unione Sovietica. All'età di 25 anni era già molto conosciuto nel suo paese, e mentre proseguiva la sua attività come solista, insegnava violoncello al Conservatorio di Mosca e al Conservatorio di San Pietroburgo. Nel 1955 sposò il soprano Galina Višnevskaja.

### La carriera internazionale
Nel 1956 si esibì alla Carnegie Hall di New York iniziando così la sua carriera artistica. Il 1956 fu anche l'anno in cui diventò primo violoncello all'Orchestra di Stato Sovietica. Durante queste tournée ebbe modo di incontrare molti compositori fra i quali Benjamin Britten. Formò un duo con il pianista Svjatoslav Richter. Collaborò anche con altri solisti, come il pianista Ėmil' Gilel's e il violinista Leonid Kogan. È stato interprete di Bach, Beethoven, di Saint-Saëns, Mozart, Prokof'ev, Šostakovič, Nikolaj Mjaskovskij e altri.

### L'esilio e la successiva carriera
Rostropovič fu promotore dell'arte senza frontiere, della libertà di espressione e dei valori democratici. Queste sue idee erano però in contrasto con il regime sovietico.
La sua amicizia con Aleksandr Solženicyn ed il sostegno dato ai dissidenti lo fecero cadere in disgrazia nei primi anni settanta. Egli fu bandito da tutti i suoi incarichi pubblici e nel 1978 gli fu revocata la cittadinanza dell'Unione Sovietica.
Comunque già nel 1974 aveva lasciato l'Unione Sovietica con la moglie e le figlie stabilendosi a Parigi.
Con il suo connazionale Dmitrij Kabalevskij completò il Concertino per violoncello lasciato incompiuto da Sergej Prokof'ev.
Rostropovič diede la prima esecuzione di entrambi i concerti di Dmitrij Šostakovič. Nel 1977 assunse la direzione della National Symphony Orchestra di Washington e la tenne fino al 1994.
Egli fu anche il direttore e fondatore di molti Festival di Musica (Aldeburgh, Rostropovitch Festival), continuando a collaborare con molti solisti come Svjatoslav Richter, David Ojstrach e Vladimir Horowitz.
Quando nel 1989 fu abbattuto a furor di popolo il muro di Berlino, accorse e vi tenne davanti un concerto improvvisato, che fu ripreso in tutto il mondo e divenne il simbolo della ritrovata libertà.
Nel 1990, dopo la caduta dell'Unione Sovietica, gli fu restituita la cittadinanza russa ma egli mantenne comunque quella statunitense. Quello stesso anno si aggiudicò il Ditson Conductor's Award.
Nel 2002 a Baku, sua città natale, fu inaugurato il Museo Rostropovič nella casa in cui nacque.

## Attività benefiche
Rostropovič sostenne da sempre la lotta per la libertà, nelle arti ed in politica. Fu ambasciatore dell'UNESCO e sostenne molte attività umanitarie in tutto il mondo.
Assieme alla moglie, Galina Višnevskaja, creò una Fondazione per stimolare progetti ed attività sociali.
Nel 2004 a Bologna, nell'ambito della direzione del balletto “Romeo e Giulietta”, Rostropovič diresse l'orchestra del Teatro Comunale devolvendo l'incasso a favore dell'Associazione Italiana Sclerosi Multipla, Sezione di Bologna. A ricordo del gesto con cui Rostropovič volle beneficiare l'AISM, la Sezione di Bologna ha legato il nome del maestro al proprio.

## Discografia parziale
- Bach, Suite per violoncello - 1995 Warner classics
- Beethoven, Trii archi (compl.) - Mutter/Giuranna/Rostropovich, Deutsche Grammophon
- Beethoven, The Cello Sonatas - Richter, 1963 Philips
- Beethoven, Concerto Triplo in Do op.56 - Oistrakh/Rostropovič/Richter, Orchestra Philarmonica di Berlino/von Karajan 1970 His Master's Voice/EMI
- Brahms, Son. vlc. e pf. n. 1-2 - Rostropovich/Serkin, Deutsche Grammophon - Grammy Award for Best Chamber Music Performance 1984
- Brahms, Violin Concerto & Double Concerto - Oistrakh/Rostropovich/Cleveland Orchestra/Szell, 1970 His Master's Voice/EMI – Grammy Award for Best Classical Performance – Instrumental Soloist or Soloists (with or without orchestra) 1971
- Brahms, Double Concerto - Perlman/Rostropovich/Haitink/Concertgebouw Orchestra, 1980 Angel Records – Miglior interpretazione solista di musica classica con orchestra (Grammy) 1981
- Britten Walton, Violin & Viola Concertos - Maxim Vengerov/London Symphony Orchestra/Rostropovich, 2003 EMI - Miglior interpretazione solista di musica classica con orchestra (Grammy) 2004
- Chopin Schumann, Son. vlc. e pf./Adagio op. 70 - Rostropovich/Argerich, 1980 Deutsche Grammophon
- Čajkovskij, Lago dei cigni/Bella/Schiaccianoci - Rostropovich/BP, Deutsche Grammophon
- Čajkovskij, Dvořák, Var. rococò/Conc. vlc. - Rostropovich/Karajan/BP, 1968 Deutsche Grammophon
- Schubert, Quint. archi - Melos Quartet/Rostropovich, 1977 Deutsche Grammophone
- Schubert Debussy Schumann, Son. arpeggione/Son. vlc. e pf - Rostropovich/Britten, 1961/1968 Decca
- Schumann, Conc. pf./Conc. vlc. - Argerich/Rostropovich, Deutsche Grammophon
- Rostropovič, The complete Decca recordings. Le registrrazioni Decca complete - Rostropovich/Britten/English Chamber Orchestra, 1961/1975 Decca
- Concert of the Century - Stern/Bernstein/Rostropovich/New York Philharmonic/Oratorio Society of New York/Horowitz/Menuhin, 1976 Sony - Grammy Award al miglior album di musica classica 1978.

## Onorificenze

### Onorificenze straniere
Gli furono inoltre conferite una trentina di lauree honoris causa tra cui quella in Scienze Politiche dell'Università di Bologna, nel 2006.